# Fifty Shades of Grey (filme)
Fifty Shades of Grey (Brasil: Cinquenta Tons de Cinza / Portugal: As Cinquenta Sombras de Grey) é um filme erótico americano baseado no best-seller e livro homônimo da autora britânica E. L. James, com a direção de Sam Taylor-Johnson e roteiro de Kelly Marcel. O filme é estrelado por Dakota Johnson como Anastasia Steele, uma estudante universitária que começa um relacionamento sadomasoquista com o jovem magnata Christian Grey (Jamie Dornan). O filme estreou no 65.ª Festival Internacional de Berlim em 11 de fevereiro de 2015 e teve um grande lançamento nos cinemas estadunidenses em 13 de fevereiro de 2015 pela Universal Pictures.
O filme foi um grande sucesso de bilheteria, arrecadando mais de 571 milhões de dólares. Apesar do sucesso, recebeu críticas em sua maioria negativas, vencendo cinco categorias no Framboesa de Ouro, entre elas a de pior filme; Em contraste, o single de Ellie Goulding "Love Me Like You Do" foi indicado ao Globo de Ouro de Melhor Canção Original, enquanto o single "Earned It" do The Weeknd foi indicado ao Oscar de Melhor Canção Original. A adaptação do segundo livro da trilogia, Cinquenta Tons Mais Escuros, estreou em fevereiro de 2017, e a do terceiro livro, Cinquenta Tons de Liberdade que foi lançado em 9 de fevereiro de 2018.
Vários críticos notaram as semelhanças entre Fifty Shades of Grey e o filme de Adrian Lyne 9½ Weeks (1986). Ambos os filmes são adaptações literárias, centrando-se em um caso sadomasoquista. 9½ Weeks, Last Tango in Paris e Blue Is the Warmest Color foram todos citados por Taylor-Johnson como inspirações para o filme. Em uma entrevista em junho de 2017, Taylor-Johnson mais tarde admitiu se arrepender de dirigir o filme, alegando que suas diferenças com E. L. James a levaram a se afastar da série de filmes.
Foi exibido na televisão brasileira pela Rede Telecine e pela primeira vez na televisão aberta em 28 de agosto de 2019 na sessão Cine Clube da Band. As concorrentes Globo e Record rejeitaram a compra dos direitos de exibição.

## Enredo
Anastasia "Ana" Steele, é uma estudante de literatura do campus da Universidade Estadual de Washington. Quando sua companheira de quarto, Kate Kavanagh, fica doente e não consegue ir a Seattle entrevistar para o jornal da faculdade o rico empresário de 27 anos de idade, Christian Grey, Ana concorda em ir no lugar dela. Christian fica interessado nela, e logo depois visita a loja de ferragens onde Ana trabalha. Ele concorda com o pedido de Ana para uma sessão de fotos para acompanhar o artigo. Após a sessão de fotos, Christian convida Ana para tomar um café, mas deixa-a abruptamente, confundindo-a.
Ana termina as provas na faculdade, e é levada por Kate até um bar para comemorar. Enquanto se arrumam para sair, Ana recebe um presente de  Christian. Trata-se das primeiras edições do romance Tess of the d'Urbervilles, de Thomas Hardy. Ana comemora com os amigos e depois de beber muito, liga espontaneamente para  Christian. Preocupado, ele vai até o bar para encontrar Ana e chega no exato momento que ela está sendo assediada pelo amigo dela, José. Ele a defende do assédio, e a leva para casa, cuidando dela. Ela acorda na manhã seguinte, no quarto de hotel de Christian e fica aliviada quando ele diz que não fizeram sexo.
Ana e Christian começam a se ver com frequência. Depois que ela assina um acordo de não-divulgação que a impede de revelar qualquer coisa sobre o relacionamento deles, Christian diz a ela que ele só tem relações ao estilo Bondage, em que ele é o dominador e as mulheres com a qual se relaciona são submissas. Ana lhe revela que ainda é virgem, deixando-o estupefato e indeciso. Enquanto ela ainda está considerando o acordo e negociando seus termos, Ana e Christian começam um relacionamento que inclui algumas das práticas com as quais Christian está acostumado.
Christian a presenteia com um carro novo na noite da formatura dela, e logo depois com um laptop. Após se mudar para Seattle com Kate, Ana fica mais perto de Christian e se encontram sempre. Uma noite, ela o acompanha numa visita a casa dos pais dele. Durante o jantar, Ana menciona que viajará no dia seguinte para visitar sua mãe na Geórgia. Christian fica enfurecido com Ana, por ela não ter lhe contado sobre a viagem e por querer um romance comum, enquanto ele quer uma relação unilateral. Ela fica chocada quando Christian chega inesperadamente na Geórgia, enquanto ela está visitando sua mãe. No entanto, ele logo some para atender uma emergência em Seattle.
Depois de voltar para casa, Ana continua a ver Christian, mas este continua interessado apenas em um relacionamento baseado em sexo. Ana inicialmente consente e participa de bom grado. Christian no entanto, mantém Ana emocionalmente distante, e isso a perturba. Ela ainda está analisando o contrato, e em um esforço para compreendê-lo psicologicamente, Ana pede para Christian demonstrar como ele gostaria de "puni-la" por uma violação de regras. Christian bate seis vezes em Ana com um cinto, fazendo-a contar cada vez que ele bate nela. Ela fica extremamente chocada e decepcionada, e começa a achar que a relação deles está longe de atender suas expectativas românticas. Ana conclui que Christian é errado para ela, e desiste de tentar compreendê-lo. Ela vai embora, deixando-o sozinho com seus pensamentos.

## Elenco
- Dakota Johnson como Anastasia "Ana" Rose Steele, uma estudante de literatura inglesa de 22 anos que freqüenta a Universidade Estadual de Washington.
- Jamie Dornan como Christian Grey, um bilionário de 27 anos, empresário e CEO da Grey Enterprises Holdings Inc.
- Eloise Mumford como Katherine "Kate" Agnes Kavanagh,[21] melhor amiga e companheira de quarto de Anastasia que começa um relacionamento com o irmão mais velho de Christian, Elliot Gray.
- Jennifer Ehle como Carla Wilks,[22] mãe de Anastasia.
- Marcia Gay Harden como Grace Trevelyan Grey,[23] mãe adotiva de Christian Grey.
- Luke Grimes como Elliot Grey,[24] irmão adotivo de Christian.
- Rita Ora como Mia Grey,[25] irmã adotiva de Christian.
- Max Martini como Jason Taylor,[26] guarda-costas e cabeça da segurança de Christian.
- Callum Keith Rennie como Raymond "Ray" Steele, pai de Anastasia.[27]
- Andrew Airlie como Carrick Grey, pai adotivo de Christian.
- Dylan Neal como Bob Adams,[28] padrasto de Anastasia.
- Victor Rasuk como José Rodriguez,[29] um dos amigos mais próximos de Anastasia.
- Anthony Konechny como Paul Clayton, o irmão do proprietário da Clayton's Hardware Store.
- Emily Fonda como Martina.
- Rachel Skarsten como Andrea,[30] a assistente de Christian.

## Dublagem brasileira
Estúdio de dublagem - Delart
Produção
- Direção de Dublagem: Pádua Moreira[31]
- Cliente:  Universal[31]
- Tradução:  Mário Menezes[31]
- Técnico(s) de Gravação:  Rodrigo Oliveira[31]

Dubladores
- Anastasia: Adriana Torres[31]
- Christian: Marcelo Garcia[31]
- Kate: Flavia Fontenelle[31]
- Carla: Miriam Ficher[31]
- Dra. Grey: Mabel Cezar[31]
- José: Rodrigo Antas[31]
- Elliot: Renan Freitas[31]
- Ray: Hélio Ribeiro
- Taylor: Eduardo Borgerth Neto[31]
- Martina: Christiane Louise[31]

## Produção
No início de 2012, vários estúdios de Hollywood apresentaram ou estavam se preparando propostas para a autora e seu agente para obter os direitos para filme para uma trilogia Fifty Shades. Warner Bros., Sony, Paramount e Universal, bem como a produtora de Mark Wahlberg, colocaram propostas para os direitos do filme, com a Universal Pictures e Focus Features, eventualmente, garantindo os direitos da trilogia em março de 2012. Autora James procurou manter algum controle durante o processo criativo do filme. Produtores de The Social Network Michael De Luca e Dana Brunetti assinaram contrato para produzir o filme, tendo sido escolhidos a dedo por E. L. James. Embora o escritor de American Psycho Bret Easton Ellis expressou publicamente seu desejo de escrever o roteiro para o filme, Kelly Marcel, roteirista de Saving Mr. Banks, foi contratada para o trabalho. Patrick Marber foi trazido por Taylor-Wood para polir o roteiro, especificamente para fazer algum "trabalho de personagem". Universal contratou Mark Bomback para medicar o script. Mark Bridges serve como figurinista. Entertainment Weekly estimou o orçamento do filme como "40 milhões de dólares ou mais".

### Diretor
Em 9 de maio de 2013, o estúdio estava considerando Joe Wright para dirigir, mas este provou impraticável devido à agenda de Wright. Outros diretores que estavam sendo considerados incluem Patty Jenkins, Bill Condon, Bennett Miller, e Steven Soderbergh. Em junho de 2013, E. L. James anunciou que Sam Taylor-Johnson iria dirigir a adaptação cinematográfica. Johnson recebeu mais de US$2 milhões para dirigir o filme.

### Elenco
Embora os personagens Christian Grey e Anastasia Steele tenha sido inicialmente baseados em Edward Cullen e Bella Swan, da série de livros Twilight. E. L. James disse que ter no elenco Robert Pattinson e Kristen Stewart seria "estranho" e "bizarro". Bret Easton Ellis afirmou que Pattinson tinha sido a primeira escolha de James para o papel de Christian Grey. Ian Somerhalder e Chace Crawford tinham expressado interesse em atuar no filme como Christian. Somerhalder admitiu mais tarde se ele tivesse sido considerado, o processo de filmagem acabaria por ter conflito com sua agenda de filmagens para a série da The CW The Vampire Diaries. Em 2 de setembro de 2013 a autora E. L. James revelou que Charlie Hunnam e Dakota Johnson haviam sido escalados como Christian Grey e Anastasia Steele. A pequena lista de outras atrizes consideradas para o papel de Anastasia incluem a estrela Elisha Cuthbert, que já havia atuado em grandes filmes de sucesso como House of Wax, Alicia Vikander, Imogen Poots, Elizabeth Olsen, Shailene Woodley, e Felicity Jones. Keeley Hazell fez o teste para um papel não especificado. Lucy Hale também fez o teste para o filme. Emilia Clarke também foi oferecido o papel de Anastasia, mas recusou a parte por causa da nudez necessária. Taylor-Johnson daria cada atriz que fez o teste para o papel de Anastasia quatro páginas para ler de um monólogo do filme Persona de Ingmar Bergman.
O estúdio originalmente queria Ryan Gosling para Christian, mas ele não estava interessado no papel. Garrett Hedlund também foi considerado, mas ele não pôde se conectar com o personagem. Stephen Amell disse que ele não iria querer fazer o papel de Grey dizendo “Ontem estive num avião para L. A onde não mostraram um filme, então eu peguei o livro “50 Shades of Grey” e li-o tudo. Ummm… Eu espero que façam o filme, e tenho a certeza que alguém vai ser excelente nele. Mas esse alguém não vai ser eu”. Hunnam inicialmente recusou o papel de Christian, mas depois reconsiderou depois de uma reunião com os chefes de estúdio. Hunnam disse sobre o processo de audição: "Eu me encontrei com a diretora Sam Taylor-Johnson várias vezes. Ela pediu para me conhecer e conversamos muito sobre o papel, o filme e qual era a sua intenção. Eu fiquei realmente intrigado e animado com tudo aquilo, então li o primeiro livro para ter uma ideia mais clara de quem era esse personagem, e me senti ainda mais animado com a possibilidade de trazê-lo à vida. Assim que entramos no quarto e eu comecei a ler com Dakota, eu sabia que eu definitivamente queria fazer isso. Há uma química palpável entre nós. Foi emocionante, divertido, estranho e atraente…".  O anúncio de que Charlie Hunnam e Dakota Johnson foram os escolhidos para viver Christian Grey e Anastasia Steele desagradou os fãs, além dos protestos no Twitter, eles criaram uma petição online no site Change.org pedindo Matt Bomer e Alexis Bledel nos papéis principais do filme. Um dia após ser criada, a petição já tinha mais de 17 mil assinaturas. O produtor do filme, Dana Brunetti, respondeu pelo Twitter aos fãs revoltados com a escolha: “Há muita coisa que conta na escolha dos atores que não é apenas o visual. Talento, disponibilidade, desejo de fazer o filme, química entre os atores etc.” Já a autora E. L. James, que foi a primeira a tuitar os nomes de Dakota e Hunnam, contemporizou: “A todos que apoiaram, amaram ou odiaram, muito obrigada por sua paixão pelo projeto”.
Em outubro de 2013, a atriz Jennifer Ehle estava em negociações para o papel de mãe de Anastasia, Carla. Em 12 de outubro de 2013 a Universal Pictures anunciou que Hunnam tinha saído do filme devido a conflitos com o cronograma de sua série do FX Sons of Anarchy. Alexander Skarsgard, Jamie Dornan, Theo James, François Arnaud, Scott Eastwood, Luke Bracey e Billy Magnussen estavam no topo da lista para substituir Hunnam como Christian Grey. Finalmente, em 23 de outubro de 2013, Jamie Dornan foi escalado como Christian Grey. Em 31 de outubro de 2013, Victor Rasuk foi escalado como José Rodriguez, Jr. Em 22 de novembro de 2013, Eloise Mumford foi escalada como Kate Kavanagh. Em 2 de dezembro de 2013 a cantora Rita Ora foi escalado como irmã mais nova de Christian, Mia. Ora originalmente quis trabalhar na trilha sonora. Em 3 de dezembro de 2013, Marcia Gay Harden foi escalada como a mãe de Christian, Grace.

### Filmagens
Em setembro, a filmagem foi programada para começar em 5 de novembro de 2013 em Vancouver, Colúmbia Britânica. No mês seguinte, o produtor Michael De Luca anunciou que as filmagens começariam em 13 de novembro de 2013. Filmagem principal foi novamente adiada e, eventualmente, começou em 1 de dezembro de 2013. Cenas foram filmadas no bairro de Gastown de Vancouver. Bentall 5 foi usado como o edifício Grey Enterprises. A Universidade da Colúmbia Britânica serve como Washington State University Vancouver, onde Ana foi graduada. O Fairmont Hotel Vancouver foi usado como o Heathman Hotel. O filme também foi gravado na North Shore Studios. A produção terminou oficialmente em 21 de fevereiro de 2014. Refilmagens que envolvem cenas entre Dornan e Johnson teve lugar em Vancouver durante a semana de 13 de outubro de 2014.
Em um final alternativo, Ana e Christian experimentam flashbacks. Christian corre na chuva, enquanto Ana chora em seu apartamento. Christian encontra um presente que Ana lhe deu com a nota: "Isso me lembrou de um momento feliz. —Anna".

### Trilha sonora
O primeiro trailer do filme apresenta um remix de "Crazy in Love", da cantora Beyoncé, e o segundo trailer é embalado pela música "Haunted", do novo álbum da Beyoncé. No dia 23 de dezembro de 2014 foi lançado um single do cantor The Weeknd para a trilha sonora do filme, chamado "Earned It". No dia 7 de janeiro foi lançado o single "Love Me like You Do" da cantora Ellie Goulding, também para o filme. O CD chegou às lojas em 10 de fevereiro de 2015. Em 9 de janeiro foi lançada a lista completa da trilha sonora:
1. Annie Lennox - "I Put a Spell On You"
2. Laura Welsh - "Undiscovered"
3. The Weeknd - "Earned It"
4. Jessie Ware - "Meet Me In the Middle"
5. Ellie Goulding - "Love Me Like You Do"
6. Beyoncé - "Haunted" (Michael Diamond Remix)
7. Sia - "Salted Wound"
8. The Rolling Stones - "Beast Of Burden"
9. AWOLNATION - "I'm On Fire"
10. Beyoncé - "Crazy in Love" (2014 Remix)
11. Frank Sinatra - "Witchcraft"
12. Vaults - "One Last Night"
13. Skylar Grey - "I Know You"
14. Danny Elfman - "Anna and Christian"
15. Danny Elfman - "Did That Hurt?"

## Lançamento

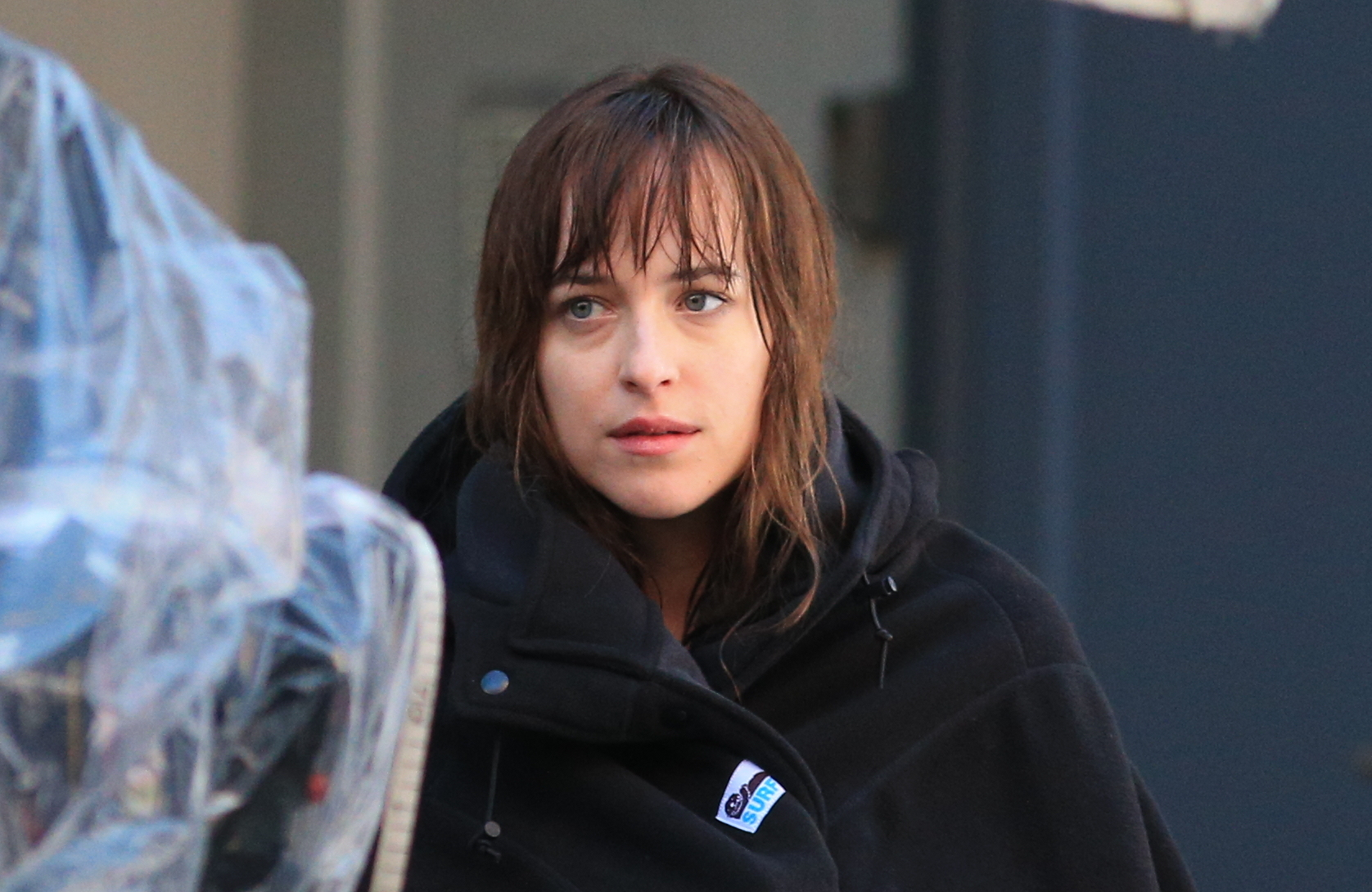
Dakota Johnson durante a filmagem do filme em Vancouver, Canadá em 2014

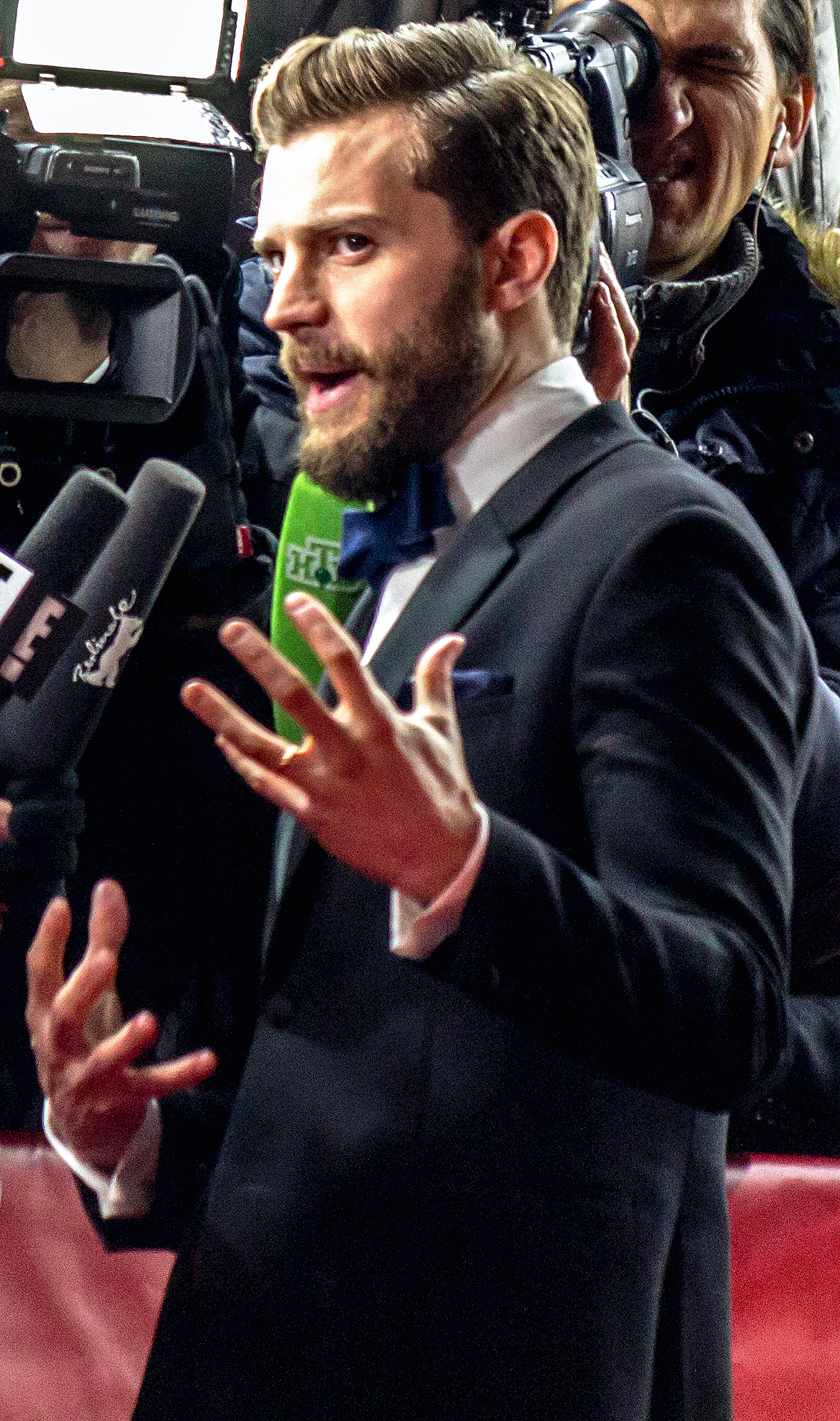
Jamie Dornan na estreia mundial de Fifty Shades of Grey, Festival de Berlim 2015

Em fevereiro de 2013, o presidente da Universal Adam Fogelson disse ao The Hollywood Reporter sobre o lançamento: "poderia estar pronto para liberar … já no próximo verão". A roteirista Marcel afirmou que ela esperava que o filme ter uma classificação NC-17 (sem crianças abaixo de 17 anos), embora produtor Dana Brunetti e um representante da Universal não quiseram confirmar o comunicado. Produtor De Luca disse que o filme será R-rated (restrito).
O estúdio anunciou inicialmente o lançamento para 1 de agosto de 2014. Em meados de novembro de 2013, foi adiado para 13 de fevereiro de 2015 em tempo para Valentine's Day. Fifty Shades of Grey foi exibido pela primeira vez no 65ª Festival Internacional de Berlim em 11 de fevereiro de 2015. O filme foi lançado em 75 telas de cinemas IMAX nos Estados Unidos em 13 de fevereiro de 2015.

### Marketing
Em 25 de janeiro de 2014 Universal estreou os primeiros cartazes do filme que indicam '' O Sr. Grey irá recebê-la agora", em cinco locais em todo os Estados Unidos, mais de um ano antes do lançamento do filme. Em 14 de fevereiro de 2014 a primeiro imagem de Johnson como Anastasia foi lançado um ano antes de sua data de lançamento. Em 18 de junho de 2014, conta oficial no Twitter do filme lançou a primeira imagem de Dornan como Christian em homenagem ao aniversário de Christian. Em 9 de julho de 2014, a autora do livro, E. L. James, anunciou em sua conta oficial no Twitter que o trailer do filme será lançado em 24 de julho de 2014. Beyoncé estreou um teaser para o trailer em sua conta oficial no Instagram cinco dias antes do lançamento do trailer. Em 24 de julho, Jamie Dornan e Dakota Johnson estavam no The Today Show para apresentar parte do trailer adequado para a televisão de manhã; o trailer completo, que contém cenas mais picantes foi lançado mais tarde no mesmo dia na internet. O trailer apresenta uma nova versão gravada de "Crazy in Love", de Beyoncé que foi marcado e arranjado por seu colaborador frequente Boots. Em 24 de julho, o site The Wrap criou um trailer alternativo do filme, substituindo Jamie Dornan, que assumiu o papel de Grey, por Charlie Hunnam, que abandonou a produção em outubro de 2012. O vídeo, intitulado Fifty Shades of Hunnam (Cinquenta Tons de Hunnam, em tradução literal), mescla partes do trailer original, com a atriz Dakota Johnson como a protagonista Anastasia Steele, e cenas de Hunnam em outras produções, como na série Sons of Anarchy. Ao mesmo tempo, o trailer original da produção do filme recebeu 36,4 milhões de visualizações na primeira semana desde seu lançamento em 24 de julho. Isso tornou o vídeo mais visto no YouTube em 2014, até que foi superado em outubro pelo trailer de Avengers: Age of Ultron. No entanto, em meados de dezembro o trailer atingiu 93 milhões de visualizações e foi novamente o mais visto de 2014. O trailer acumulou mais de 100 milhões de visualizações em sua primeira semana de lançamento através de diferentes canais e sites, tornando-se o maior trailer já lançado na história. Em fevereiro de 2015, o trailer foi visto mais de 193 milhões de vezes sozinho no YouTube. E no final de fevereiro, o material relacionado com Fifty Shades of Grey acumulou mais de 329 milhões de visualizações, incluindo 113 milhões de visualizações para o seu trailer oficial. Um segundo trailer foi lançado em 13 de novembro de 2014. Um terceiro trailer foi ao ar durante o Super Bowl XLIX em 1 de fevereiro de 2015.

## Recepção

### Bilheteria
Cinquenta Tons de Cinza arrecadou $166,2 milhões nos Estados Unidos e Canadá e $404 milhões em outros países, com bilheteria total de mais de $571 milhões, em um orçamento de US$40 milhões. Atualmente é o quarto filme de maior bilheteria dirigido por uma mulher (atrás de Mamma Mia!, Kung Fu Panda 2 e Mulher-Maravilha). Deadline Hollywood calculou que o lucro líquido do filme seria de US$256,55 milhões, ao considerar todas as despesas e receitas do filme.
Os ingressos foram vendidos nos Estados Unidos a partir de 11 de janeiro de 2015. De acordo com o site de venda de ingressos Fandango, Fifty Shades of Grey é o título mais vendido nos 15 anos de história do site, superando Sex and the City 2. Ele também teve a maior primeira semana de vendas de ingressos do Fandango para um filme não sequencial, superando The Hunger Games. É o quarto lugar na lista das principais vendas antecipadas da empresa Fandango, atrás apenas de The Twilight Saga: New Moon, Harry Potter and the Deathly Hallows – Part 2, e The Hunger Games. A demanda levou os donos de salas de cinema dos EUA a adicionar novos horários de exibição. Semanas antes do lançamento do filme, vários analistas de bilheteria sugeriram até US$60 milhões em abertura doméstica de quatro dias enquanto o Box Office Mojo relatou que uma abertura de US$100 milhões poderia ser possível.
Fora dos Estados Unidos, Fifty Shades of Grey pré-vendeu 4,5 milhões de ingressos em 39 mercados. No Reino Unido, vendeu 1,3 milhões de libras (1,9 milhões de dólares) em bilhetes uma semana antes do lançamento.

### Estados Unidos e Canadá
Nos EUA e no Canadá, é o filme de sexo com maior bilheteria, o décimo sétimo filme de maior bilheteria de 2015, e o quarto filme romântico de maior bilheteria de todos os tempos. O longa abriu nos Estados Unidos e Canadá em simultâneo com Kingsman: The Secret Service na quinta-feira 12 de fevereiro de 2015 em 2830 cinemas e foi ampliado para 3646 cinemas no dia seguinte tornando-se a abertura mais ampla para um filme restrito até ser superado por Mad Max: Fury Road. e o quarto lançamento mais vasto de um filme restrito de todos os tempos. O filme arrecadou 8,6 milhões de dólares para lançamento a noite de quinta-feira que é o maior lançamento da noite para um filme lançado em fevereiro, o mais alto lançamento da noite da Universal (anteriormente detido por Fast and Furious 6 com 6,5 milhões) e o segundo maior bruto de visualizações de um filme restrito atrás de The Hangover Part II (10,4 milhões). O filme liderou as bilheterias no dia da abertura arrecadando 30,2 milhões de dólares (incluindo prévias de quinta-feira) a partir de 3464 cinemas estabelecendo um recorde para o maior dia de abertura de fevereiro (anteriormente detido por The Passion of the Christ) e quarta mais alta global entre os filmes restritos. Durante sua tradicional abertura de três dias, o filme estreou em primeiro lugar nas bilheterias, arrecadando US$85,1 milhões, estabelecendo recordes para o maior fim de semana de estreia de um filme lançado em fevereiro (um recorde anteriormente ocupado por The Passion of the Christ). As mulheres representaram 82% do total de audiências durante o dia de abertura, e 68% no Dia dos Namorados.
O filme liderou as bilheterias por dois finais de semana consecutivos antes de cair para a quarta posição em seu terceiro final de semana, enquanto Focus assumiu o primeiro lugar.
Fora dos Estados Unidos e Canadá, os analistas de bilheteria previam abertura de até 158 milhões de dólares. O filme foi lançado em quatro mercados em 11 de fevereiro, onde estreou em #1 em cada mercado e arrecadou um total de 3,7 milhões de dólares. Ela se expandiu para 34 mercados no dia seguinte, onde estreou como #1 em 33 mercados e ganhou um total de 23,3 milhões de dólares. O filme foi exibido em um total de 57 mercados internacionais no terceiro dia em que abriu #1 em 56 países (com exceção de Hong Kong) e ganhou 38 milhões de dólares. O filme estabeleceu um recorde de dia de abertura para a Universal Pictures em França com 2,7 milhões (anteriormente detido por Fast and Furious 6), na Bélgica, no Brasil (2,4 milhões), na Itália (2 milhões) e na Rússia (2,3 milhões). O filme também quebrou recordes para uma abertura do dia de um filme restrito de todos os tempos nas Filipinas, maior dia de abertura restrita no México (2,1 milhões) e o dia de abertura mais importante de todos os tempos de fevereiro na Alemanha (2,3 milhões) e na Austrália (2,5 milhões).

### Crítica
O filme recebeu críticas geralmente desfavoráveis, por parte da crítica especializada, com um índice de aprovação de 46/100 no site Metacritic, baseado em 46 revisões. No Rotten Tomatoes o filme conta com 25% de aprovação, com uma nota média de 4.19/10, baseada em 269 críticas. O consenso por parte dos críticos é "Enquanto criativamente melhor dotado do que o livro, Fifty Shades of Grey é um experiência insatisfatória nas telonas".
No site AdoroCinema o crítico Renato Hermsdorff afirmou que "Sob essa ótica, Cinquenta Tons de Cinza é (só) mais um melodrama açucarado no cardápio de Hollywood - de final surpreendente, diga-se. Enquanto não se decide se ele cede ao romantismo dela ou se ela abre mão das suas convicções para brincar no mundo dele, há um interessante jogo de perseguição – bem-humorado – entre os dois", atribuindo uma nota de 2,5/5 ao filme. No Omelete o crítico Marcelo Hessel afirmou que "Cinquenta Tons de Cinza até tem seus momentos de cafonice extrema à moda Showgirls, quando Christian senta ao piano sob a luz do luar depois do sexo (ele tem problemas e se expressa pela música). Só faltou ter consciência desse potencial satírico - o que provavelmente significa que as versões paródicas XXX de Cinquenta Tons de Cinza, onde o sexo não teme o despudor nem o ridículo, têm tudo para ser imperdíveis", dando uma nota de 1/5.

## Controvérsias
Fifty Shades of Grey é uma obra mal-aceita na comunidade BDSM por tratar o assunto de dominação e submissão com imprecisão. Eles afirmam que o relacionamento tratado na obra é abusivo e não condiz com a realidade de um relacionamento BDSM na vida real, que deve ser sempre centrado em confiança e respeito. O relacionamento de Christian e Ana não segue os princípios éticos básicos do BDSM conhecidos como são, seguro e consensual.
Praticantes de BDSM enfatizam que há maneiras saudáveis e éticas de combinar consensualmente sexo e dor. Todos eles exigem autoconhecimento, comunicação e maturidade emocional para tornar o sexo seguro e mutuamente gratificante para todos os envolvidos. Porém, Fifty Shades of Grey foge desse contexto. Às vezes, Ana diz sim ao sexo com o qual se sente desconfortável por ter vergonha de dizer o que pensa ou por ter medo de perder Christian; ela dá consentimento quando ele quer infligir dor, mas isso não impede que ela seja prejudicada. Outro ponto bastante criticado é a personalidade de Christian. Os especialistas em BDSM caracterizam ele como frio, controlador e manipulador, que é o inverso do que uma pessoa dominante deve ser num relacionamento de dominação e submissão.
Em 24 de julho de 2014, Dawn Hawkins, diretor executivo do grupo sem fins lucrativos Morality in Media emitiu uma declaração condenando o trailer completo e afirmando que o filme "romantiza e normaliza a violência sexual".
O filme foi agendado para um lançamento em 12 de fevereiro de 2015 na Malásia, mas foi negado um certificado pelo Conselho de Censura do Cinema da Malásia (Malaysian Film Censorship Board, ou LPF) por seu conteúdo "não-natural" e "sádico". O presidente do LPF, Abdul Halim Abdul Hamid, disse que Fifty Shades era "mais pornografia do que um filme". O filme também foi proibido na Indonésia, Kenya, no Cáucaso do Norte na Rússia, os Emirados Árabes Unidos (EAU), Papua Nova Guiné, Camboja, , e Índia. O filme foi lançado na Nigéria por uma semana, antes de ser retirado dos cinemas pelo National Film and Video Censors Board (NFVCB). Os estúdios não vão fazer um lançamento nos cinemas na China.
As cenas de sexo do filme foram censuradas após protestos de vários grupos religiosos nas Filipinas e, como resultado, está em liberação limitada naquele país com uma classificação de R-18 do MTRCB. Uma versão similarmente cortada foi lançada no Zimbábue.
Cerca de 20 minutos foram cortados do filme para exibição no Vietnã, não deixando cenas de sexo. A cena em que Ana é espancada com um cinto é totalmente ignorada.

### Ação judicial da Universal Pictures
Em junho de 2012, a empresa pornô Smash Pictures anunciou sua intenção de filmar uma versão adulta da trilogia Fifty Shades intitulado Fifty Shades of Grey: A XXX Adaptation. A data de lançamento de 10 de janeiro de 2013 foi anunciado. Em novembro de 2012, Universal, que tinha garantido os direitos do filme, entrou com uma ação contra o Smash Pictures, afirmando que o filme violava seus direitos de autor na medida em que não foi filmado como uma adaptação paródia, mas ele faz "cópias sem reserva a partir dos elementos expressivos únicas da trilogia Fifty Shades, progredindo através dos acontecimentos de Fifty Shades of Grey e no segundo livro, Fifty Shades Darker".
A ação judicial solicitado uma medida cautelar, para os lucros de todas as vendas do filme, bem como danos, dizendo que "uma obra pornográfica produzida de forma rápida e barata, que é susceptível de causar danos irreparáveis aos requerentes por envenenar a percepção pública da trilogia Fifty Shades e os próximos filmes da Universal". Smash Pictures respondeu ao processo mediante a emissão de um pedido reconvencional e solicitando um adiamento, afirmando que "grande parte ou todo" do material de Fifty Shades fazia parte do domínio público porque foi publicado originalmente em vários locais como uma fan fiction baseada na série Crepúsculo. Um advogado de Smash Pictures ainda comentou que os registros de direitos autorais federais para os livros eram "inválida e inaplicável" e que o filme "não violar as leis de direitos autorais ou marcas". O processo acabou por ser resolvido fora do tribunal por uma quantia não revelada de dinheiro e Smash Pictures concordou em parar de qualquer outra produção ou promoção do filme.

### Sequências
Em uma triagem de fãs, em Nova York, no dia 6 de fevereiro de 2015, Taylor-Johnson anunciou que os livros Fifty Shades Darker e Fifty Shades Freed também seriam adaptados, com o primeiro a ser lançado em 2017. A filmagem principal da primeira sequência terá início em fevereiro de 2016 e vai voltar a Vancouver. Em abril de 2015, o The Hollywood Reporter informou que o marido de E. L. James, Niall Leonard, foi convocado para escrever o roteiro da sequência do filme. No mesmo mês, no Universal CinemaCon 2015 em Las Vegas, a Universal anunciou as datas de lançamento das seqüências, com Fifty Shades Darker sendo lançado em 10 de fevereiro de 2017, e Fifty Shades Freed foi lançado em 9 de fevereiro de 2018. No entanto, as seqüências não viram Sam Taylor-Johnson retornando como diretora. Em 20 de agosto de 2015, o diretor de House of Cards, James Foley foi escolhido para dirigir as sequências. Em novembro de 2015, a Universal Studios anunciou que ambos os filmes serão rodados ao mesmo tempo.

## Paródia
Uma versão paródia do filme, Fifty Shades of Black, foi lançada em 29 de janeiro de 2016, na América do Norte. Marlon Wayans e Rick Alvarez escreveram o roteiro, no qual Wayans estrela como Christian Black. O filme foi distribuído pela SquareOne Entertainment, na Alemanha, e pela Open Road Films, nos Estados Unidos; A IM Global produz e financia, além de lidar com lançamentos internacionais. Kali Hawk parodiou o papel de Anastasia Steele, com o elenco de apoio, incluindo Affion Crockett, Mike Epps, Jane Seymour e Fred Willard. Foi lançado nos cinemas em 29 de janeiro de 2016 e descrito pelo Rotten Tomatoes como menos engraçado "do que o filme não intencionalmente engraçado que está tentando satirizar".

## Prêmios e indicações
| Prêmios                | Prêmios                                                  | Prêmios                                                                                     | Prêmios   | Prêmios |
| Prêmio                 | Categoria                                                | Nomeados                                                                                    | Resultado | Ref     |
| ---------------------- | -------------------------------------------------------- | ------------------------------------------------------------------------------------------- | --------- | ------- |
| Oscar 2016             | Melhor canção original                                   | Belly, Stephan Moccio, Jason Quenneville e The Weeknd por "Earned It"                       | Indicado  | [ 179 ] |
| Brit Awards            | Single britânico do ano                                  | Ellie Goulding por "Love Me like You Do"                                                    | Indicado  |         |
| Critics' Choice Awards | Melhor canção                                            | "Love Me like You Do"                                                                       | Indicado  | [ 180 ] |
| Globo de Ouro          | Melhor canção original                                   | Savan Kotecha, Max Martin, Tove Lo, Ali Payami e Ilya Salmanzadeh por "Love Me like You Do" | Indicado  | [ 181 ] |
| Framboesa de Ouro      | Pior filme da História                                   | Michael De Luca, Dana Brunetti, E. L. James                                                 | Venceu    | [ 182 ] |
| Framboesa de Ouro      | Pior ator                                                | Jamie Dornan                                                                                | Venceu    | [ 182 ] |
| Framboesa de Ouro      | Pior atriz                                               | Dakota Johnson                                                                              | Venceu    | [ 182 ] |
| Framboesa de Ouro      | Pior roteiro                                             | Sam Taylor-Johnson                                                                          | Indicado  | [ 182 ] |
| Framboesa de Ouro      | Pior roteiro                                             | Kelly Marcel                                                                                | Venceu    | [ 182 ] |
| Framboesa de Ouro      | Pior combo em cena                                       | Jamie Dornan e Dakota Johnson                                                               | Venceu    | [ 182 ] |
| Grammy Awards          | Melhor compilação de trilha sonora para uma mídia visual | Fifty Shades of Grey: Original Motion Picture Soundtrack                                    | Indicado  | [ 183 ] |
| Grammy Awards          | Melhor trilha sonora original para uma mídia visual      | Savan Kotecha, Max Martin, Tove Lo, Ali Payami e Ilya Salmanzadeh por "Love Me like You Do" | Indicado  | [ 183 ] |
| Grammy Awards          | Melhor trilha sonora original para uma mídia visual      | Ahmad Balshe, Stephan Moccio, Jason Queenneville e Abel Tesfaye por "Earned It"             | Indicado  | [ 183 ] |
| Grammy Awards          | Melhor canção R&B                                        | Ahmad Balshe, Stephan Moccio, Jason Queenneville e Abel Tesfaye por "Earned It"             | Indicado  | [ 183 ] |
| Grammy Awards          | Melhor performance pop solo                              | Ellie Goulding por "Love Me like You Do"                                                    | Indicado  | [ 183 ] |
| Grammy Awards          | Melhor performance R&B                                   | The Weeknd por "Earned It"                                                                  | Venceu    | [ 183 ] |
| MTV Movie Awards       | Performance revelação                                    | Dakota Johnson                                                                              | Indicado  | [ 184 ] |
| MTV Movie Awards       | Melhor beijo                                             | Jamie Dornan e Dakota Johnson                                                               | Indicado  | [ 184 ] |
| People's Choice Awards | Filme dramático favorito                                 | Fifty Shades of Grey                                                                        | Indicado  | [ 185 ] |
| Satellite Awards       | Melhor canção original                                   | "Love Me like You Do"                                                                       | Indicado  | [ 186 ] |